# Nicola Ciacci
Nicola Ciacci (* 7. Juli 1982 in Stadt San Marino) ist ein san-marinesischer Fußballspieler.

## Karriere

### Im Verein
Ciacci begann seine Karriere beim italienischen Verein PS Forsempronese und wechselte 2005 zu SS Pennarossa. Nach einem Jahr ging er dann zu Polisportiva Lunano, wechselte nach einem Jahr aber wieder zurück zu Pennarossa, wo er seitdem spielt.

### Nationalmannschaft
Er wurde regelmäßig in die Nationalmannschaft berufen, gegen Liechtenstein erzielte er am 28. August 2003 ein Tor.